# 1997년 지중해 게임
1997년 지중해 게임(이탈리아어: Giochi del Mediterraneo 1997)은 제13회 지중해 게임으로 1997년 6월 13일부터 6월 25일까지 이탈리아 바리에서 열렸다. 21개국 2956명의 선수가 참가했으며 27개 종목이 진행되었다. 
개최국 이탈리아가 가장 많은 금메달과 메달을 획득하면서 종합 메달 순위 1위에 올랐다.

## 종목
- 가라테
- 골프
- 농구
- 다이빙
- 레슬링
- 론볼
- 리듬 체조
- 배구
- 복싱
- 사격
- 사이클
- 수구
- 수영
- 승마
- 양궁
- 역도
- 요트
- 유도
- 육상
- 조정
- 체조
- 축구
- 카누
- 탁구
- 테니스
- 펜싱
- 핸드볼

## 참가국
제13회 지중해 게임에는 총 21개 국가가 참가했다.
- 그리스 (306)
- 레바논 (41)
- [[파일:{{{국기그림-1977}}}|22x20px|border |alt=리비아의 기]] 리비아 (40)
- 모나코 (13)
- 모로코 (83)
- 몰타 (15)
- 보스니아 헤르체고비나 (90)
- 산마리노 (37)
- 스페인 (338)
- 슬로베니아 (168)
- 시리아 (27)
- 알바니아 (108)
- 알제리 (135)
- 유고슬라비아 (199)
- 이탈리아 (410) (개최국)
- 이집트 (43)
- 크로아티아 (226)
- 키프로스 (50)
- 튀니지 (74)
- 튀르키예 (251)
- 프랑스 (302)

## 메달 집계
개최국
| 순위 | 국가                  | 금메달 | 은메달 | 동메달 | 합계 |
| ---- | --------------------- | ------ | ------ | ------ | ---- |
| 1    | 이탈리아              | 76     | 62     | 55     | 193  |
| 2    | 프랑스                | 55     | 44     | 47     | 146  |
| 3    | 튀르키예              | 28     | 16     | 21     | 65   |
| 4    | 그리스                | 19     | 22     | 21     | 62   |
| 5    | 스페인                | 18     | 30     | 47     | 95   |
| 6    | 크로아티아            | 7      | 16     | 9      | 32   |
| 7    | 알제리                | 6      | 8      | 8      | 22   |
| 8    | 슬로베니아            | 5      | 8      | 10     | 23   |
| 9    | 유고슬라비아          | 5      | 4      | 13     | 22   |
| 10   | 모로코                | 5      | 4      | 9      | 18   |
| 11   | 이집트                | 3      | 6      | 10     | 19   |
| 12   | 튀니지                | 2      | 3      | 9      | 14   |
| 13   | 시리아                | 2      | 1      | 2      | 5    |
| 14   | 키프로스              | 0      | 3      | 4      | 7    |
| 15   | 몰타                  | 0      | 1      | 1      | 2    |
| 15   | 보스니아 헤르체고비나 | 0      | 1      | 1      | 2    |
| 15   | 알바니아              | 0      | 1      | 1      | 2    |
| 18   | 산마리노              | 0      | 1      | 0      | 1    |
| 합계 | 합계                  | 231    | 231    | 268    | 730  |